# Зайцево (Белгородская область)
Зайцево — хутор  в Губкинском районе Белгородской области России. Входит в состав Юрьевской территориальной администрации.

## История
В 1968 году указом президиума ВС РСФСР деревня Гнилозайцево переименована в Зайцево.

## Население
| 2002 | 2010 | 2011 | 2013 | 2015 | 2016 |
| ---- | ---- | ---- | ---- | ---- | ---- |
| 110  | ↘91  | →91  | ↘73  | ↗75  | ↗77  |